# Jan Skłodowski

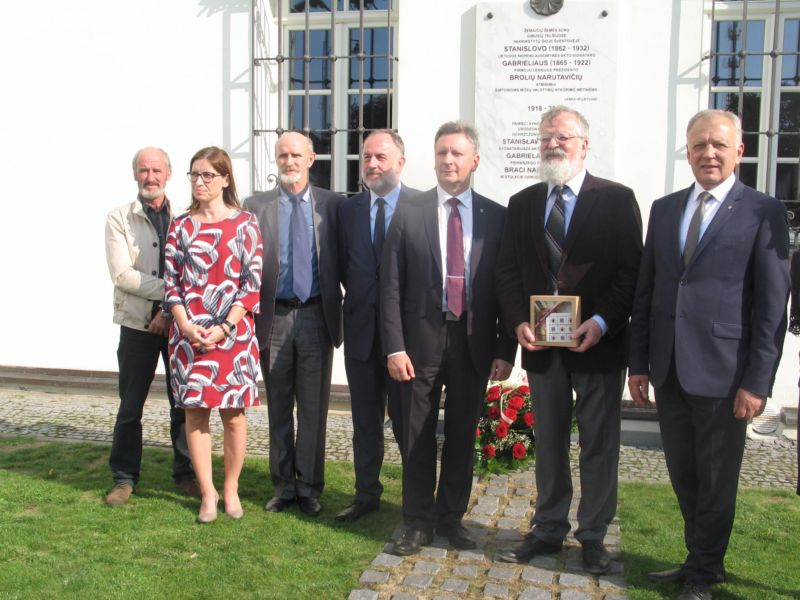
Jan Skłodowski (drugi z prawej) podczas odsłonięcia tablicy upamiętniającej braci Gabriela i Stanisława Narutowiczów na murach katedry w Telszach

Jan Tadeusz Skłodowski (ur. 1950 w Warszawie) – polski historyk, doktor nauk humanistycznych, fotografik, pisarz, podróżnik, badacz Kresów.

## Życiorys
Członek założyciel i prezes Stowarzyszenia „Res Carpathica”. Członek Stowarzyszenia Historyków Sztuki, Polskiego Towarzystwa Tatrzańskiego i Związku Polskich Artystów Fotografików. Współpracuje z Instytutem Sztuki i Instytutem Historii PAN, Narodowym Instytutem Polskiego Dziedzictwa Kulturowego za Granicą Polonika oraz Ministerstwem Kultury i Dziedzictwa Narodowego. Odbył ponad 50 podróży badawczo-inwentaryzacyjnych na tereny Litwy, Łotwy, Słowacji i Ukrainy. Uczestnik i autor referatów na międzynarodowe kongresy Stan badań nad wielokulturowym dziedzictwem dawnej Rzeczypospolitej (2009, 2012, 2015, 2018) oraz Dialogi Dwóch Kultur w Krzemieńcu, Ukraina (2011–2017).
Jest autorem 12 książek i albumów oraz ponad 130 artykułów (m.in. w periodykach: „Bunt Młodych Duchem”, „Cenne, Bezcenne/Utracone”, „Kurier Galicyjski”, „Lwowskie Spotkania”, „Nasza Rota”, „Pamiętnik Polskiego Towarzystwa Tatrzańskiego”, „Płaj-Almanach Karpacki”, "Res Carpathica", „Semper Fidelis”, „Spotkania z Zabytkami”, „Twórczość”, „Wierchy”, „Witkacy!”) oraz licznych wystaw fotograficznych w kraju (m.in. w Podchorążówce w Łazienkach Królewskich w Warszawie, Domu Polonii Stowarzyszenia „Wspólnota Polska”) i za granicą (m.in. w Bibliotece Polskiej w Paryżu, Uniwersytecie w Nantes, Instytucie Polskim w Wilnie, Muzeum Diecezji Żmudzkiej w Worniach, Muzeum Juliusza Słowackiego w Krzemieńcu) poświęconych ziemiom oraz dziedzictwu kulturowemu terenów wschodnich dawnej Rzeczypospolitej. Przewodniczący, powołanego w Towarzystwie Karpackim Komitetu Obchodów Jubileuszu 100-lecia walk Legionów Polskich w Karpatach Wschodnich 1914-2014
Od lat działa na rzecz upamiętnienia polskich śladów na Litwie, w Rumunii i Ukrainie. Z jego inicjatywy powstały tablice pamiątkowe na kościele św. Agaty w Wodoktach, katedrze w Telszach, na budynku dawnego kolegium jezuickiego w Krożach, w Muzeum „Memoriał” w Syhocie Marmaroskim, na cmentarzu legionistów w Rafajłowej (dziś: Bystryci) oraz w kościele Wniebowzięcia NMP w Nadwórnej.
W 2009 otrzymał odznakę honorową „Zasłużony dla Kultury Polskiej”.

## Książki i albumy
- Zakopane i Tatry na starych pocztówkach. Wydawnictwo "Sport i Turystyka", Warszawa, 1992
- Tatry i Podhale w drzeworycie. Wydawnictwo "Sport i Turystyka", Warszawa, 1993
- Huculszczyzna w grafice polskiej. Wydawnictwo Górskie, Poronin, 2005
- Krzemieniec – Ateny Wołyńskie. Wydawnictwo "Ad Oculos", Warszawa-Rzeszów, 2006
- Rzeczpospolita Rafajłowska. Na szlaku II Brygady Legionów Polskich w Karpatach. Bellona, Warszawa, 2009
- Huculszczyzna (współautor z Krzysztofem Hejke i Jackiem Wnukiem). Zysk i S-ka Wydawnictwo, Poznań, 2010
- Cmentarze na Żmudzi. Polskie ślady przeszłości Obojga Narodów. Ministerstwo Kultury i Dziedzictwa Narodowego, Warszawa, 2013
- Rafajłowa - huculska wieś w Karpatach Wschodnich. Wydawnictwo "Ruthenus" - Instytut POLONIKA, Krosno-Warszawa, 2018
- Zapomniane uczelnie Rzeczypospolitej - Kroże, Krzemieniec, Podoliniec. Instytut POLONIKA, Warszawa, 2019
- Zaleszczyki. Riwiera przedwojennej Polski, Wydawnictwo Księży Młyn, Łódź, 2021
- Druskieniki. Kurort przedwojennej Polski, Wydawnictwo Księży Młyn, Łódź, 2022
- Worochta. Drugie Zakopane przedwojennej Polski, Wydawnictwo Księży Młyn, Łódź, 2023